# Planaxis obsoletus
Planaxis obsoletus is een slakkensoort uit de familie van de Planaxidae. De wetenschappelijke naam van de soort is voor het eerst geldig gepubliceerd in 1851 door Menke.